# 투발루어
투발루어는 폴리네시아어군에 속하는 언어로 주로 투발루에서 사용된다. 폴리네시아의 다른 언어와 공통된 어휘를 갖추고 있으며 형용사는 일반적으로 명사 뒤에 이어진다. 북부 방언과 남부 방언으로 나뉜다.

## 단어
안녕/안녕하세요: Talofa